# Druhá vláda Hermanna Müllera
Druhá vláda Hermanna Müllera byla vláda Německé říše v období Výmarské republiky působící od 28. června 1928 do 27. března 1930. Jednalo o nejdéle sloužící kabinet v meziválečném období a taktéž o poslední ryze demokratickou vládu. Po její demisi se vlády ujaly tzv. prezidentské kabinety, které zákony prosazovaly pomocí nouzových dekretů, a odstřihly tak říšský sněm od moci.   
Vláda měla 12 (v krátkém čase 11) členů. Jednalo se poprvé od roku 1923 o širokou koalici Sociálnědemokratické strany Německa (SPD), Německé lidové strany (DVP) a Německé demokratické strany (DDP), Centra a Bavorské lidové strany (BVP). Ministerstvo obrany vedl nestraník. Celkově měl kabinet pohodlnou většinu 301 křesel v 491členném sněmu.

## Vznik vlády
Volby do říšského sněmu z května 1928 přinesly přesvědčivé vítězství sociálních demokratů, kteří se již v roce 1927  rozhodli na sjezdu strany v Kielu převzít vládní zodpovědnost. Mnoho možností k vytvoření životaschopné vlády se nenabízelo. Výmarská koalice (SPD, Zentrum, DDP) nedosáhla na nadpoloviční většinu a buržoazní strany (DVP, DNVP, BVP) k ní měly ještě dál. Jedinou možností bylo vytvořit širokou koalici (tj. rozšířit Výmarskou koalici o lidovce a zástupce Bavorska). Sociální demokraté předpokládali podobný výsledek voleb a již v březnu 1928 došlo mezi DVP a SPD k přelomovým rozhovorům o možnostech koalice. Za nejpravděpodobnějšího kandidáta na kancléře byl považován dlouholetý ministerský předseda Pruska Otto Braun, který ale nabízený post odmítl. Stranický výbor následně jmenoval kandidátem na kancléře předsedu strany a vůdce poslaneckého klubu SPD Hermanna Müllera. Zkušenosti s pozicí kancléře již měl z krátké přechodné vlády z roku 1920. Prezident Hindenburg pověřil Müllera sestavením vlády 12. června 1928. 
První zádrhel při tvorbě vlády vznikl při rozdělování ministerstev. Lidovci podmiňovali svůj vstup do vlády i vstupem DVP do zemské vlády v Prusku. Otto Braun ale neviděl důvod, proč by zemská politika měla kopírovat tu vládní a postavil se proti. Svou roli hrálo i dlouholeté nepřátelství mezi Braunem a Müllerem, které sahalo až do roku 1909. Celou situaci musel zachránit až ministr zahraniční Stressemann, který na konci června 1928 zatlačil na stranické kolegy a DVP nakonec jmenovala své zástupce do vlády. Vzájemný respekt mezi Müllerem a Stressemannem byl po celou dobu existence vlády stěžejním pilířem jinak komplikovaných vztahů mezi lidovci a sociálními demokraty. Další zdlouhavé vyjednávání proběhlo s Centrem, které kromě ministerstva práce požadovalo post vicekancléře. Vyjednávání žádné řešení nepřineslo, a tak strana poslala do vlády Theodora von Guérarda pouze jako pozorovatele a vzkázala, že se necítí být vládou nijak vázána. Stejný postoj vyjádřili i lidovci a BVP. Dne 3. července 1928 předstoupil Müller před parlament s kabinetem, který byl chápan spíš jako vláda osobností a očekávalo se, že se během podzimu rozpadne. Vláda se na přímé Stressemannovo přání zdržela hlasování o důvěře a spokojila se se schválením vládního programu.
K vytvoření koaliční vlády na základě koaliční smlouvy došlo až 13. dubna 1929, a to až po rezignaci von Guérarda, který tím donutil Centrum k užší spolupráci s vládou. Od dubna zastupovali Centrum ve vládě tři ministři.

## Domácí politika

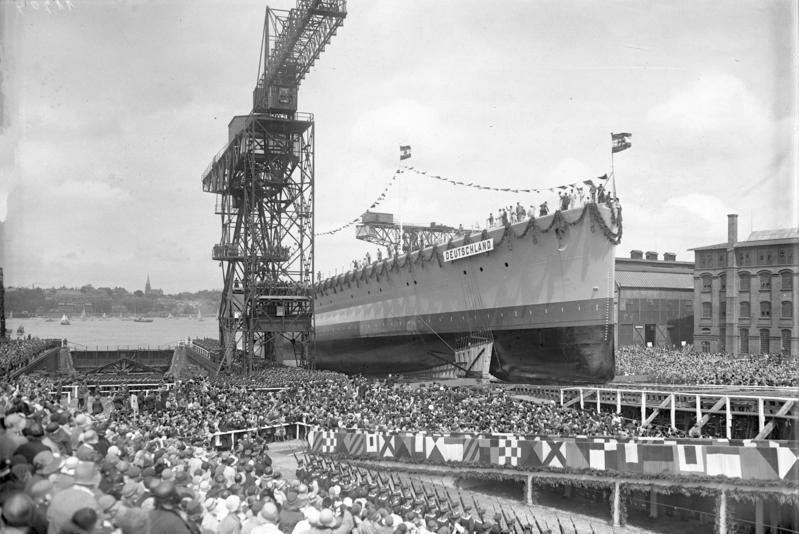
Spouštění bitevní lodě Deutschland na vodu v květnu 1931

Hned na začátku funkčního období čekala vládu první krize ve formě sporů ohledně stavby nových válečných lodí. Versailleská smlouva kladla na Německo značné požadavky na zbrojní politiku. Stavba nových válečných lodí ale nebyla zakázána. Již za předchozí vlády prosazoval Reichswehr stavbu křižníků, které by nahradily zastaralé lodě z první světové války. Diskuze opět ožila při vzniku nové vlády. Sociální demokraté s komunisty byli zásadně proti a němečtí demokraté stavbu taktéž nepodporovali. Na druhé straně stáli lidovci, ministr obrany nestraník Gröner a skupina vlivných osobností okolo prezidenta Hindenburga. Otázka financování byla projednávána v srpnu 1928. Ministr Gröner pohrozil rezignací, pokud nebude návrh schválen a když se k hrozbě rezignace přidal i prezident, museli ministři za SPD couvnout. V říšském sněmu se rozhodnutí nesetkalo s pochopením. Poslanci SPD byli proti a komunisté dokonce chtěli uspořádat referendum. V listopadu 1928 došlo na hlasování ve sněmu, kde sociální demokraté donutili své zástupce ve vládě hlasovat proti návrhu vlády, které byli sami členy. Stavba lodí byla ale i bez hlasů SPD schválena a sociální demokraté byli veřejně kritizováni za vládní neschopnost.
Další výzvou byla pracovní výluka oceláren a železáren v Porýní a Porúří (německy Ruhreisenstreit). Na konci října 1928 vypověděly odbory v porýnsko-vestfálské průmyslové oblasti kolektivní smlouvu a začaly požadovat navýšení mezd o 15 feniků. Zaměstnavatelé viděli v navýšení mezd ohrožení své konkurenceschopnosti a požadavek odmítli. Vláda jmenovala arbitra, Wilhelma Joettena, který měl celou situaci rozhodnout. Sdružení zaměstnavatelů na rozhodnutí nečekalo, nepředpokládalo podporu od vlády, kterou vedli sociální demokraté, a přešlo do tzv. výluky s platností od 28. října. Továrny byly uzavřeny a bez práce se najednou ocitlo 240 tisíc lidí. Většina z nich nebyla v odborech, takže zůstala zcela bez prostředků. Veřejnost a většina tisku se postavila na stanu zaměstnanců a zazněly i hlasy, že výluka není namířená proti zaměstnancům, ale proti samotné republice. Začaly se organizovat sbírky a 17. listopadu sněm schválil (dokonce i s hlasy lidovců) zvláštní fond na podporu vyloučených. Obě strany sporu (zaměstnavatelé a odbory) nakonec couvly, jelikož se obávaly, že pokud spor prohrají, budou muset zaplatit ušlý zisk. Dne 3. prosince byla výluka odvolána. Nový arbitr Carl Severing vydal 21. prosince druhý rozhodčí nález, ve kterém byla mzda zvýšena jen o 6 feniků. Pracovní soud z 22. ledna 1929 označil rozhodnutí prvního arbitra za nezákonné. Nakonec se jediným poraženým celé krize k uspokojení zaměstnavatelů stalo ministerstvo práce. I tak vedla tato zkušenost část zaměstnavatelů v těžkém průmyslu k hledání alternativ k demokratickému vedení státu a ke stále většímu obdivu autoritářské formy vlády.           
Nálada ve společnosti vedla k postupné radikalizaci politických stran, odklonu od demokracie a v mnoha případech i od republiky samotné. Sociální demokraté na jedné straně museli reagovat na tlak ze strany komunistů. KPD označila SPD za sociální fašisty a udělala z ní svého úhlavního nepřítele. Na druhé straně se potýkali se skepsí levicového křídla strany, která stále řešila otázku stavby bitevních lodí a spojenectví s pravicovou DVP. Katolické Centrum si 29. prosince 1928 zvolilo za předsedu strany Ludwiga Kaase. Pod jeho vedením se politika strany posunula znatelně doprava. Sám Kass začal vystupovat proti Stressemannově zahraniční politice a nabyl dojmu, že republikánské zřízení nedokáže zajistit katolické církvi dostatečnou ochranu. Na druhé straně polického spektra proběhlo zemětřesení u DNVP. Po prohraných volbách došlo ke změně ve vedení strany, kdy hraběte von Westarp vystřídal mnohem radikálnější mediální magnát Alfred Hugenberg. Strana začala razit zcela nesmlouvavý kurz proti republice a neštítila se při svých plánech spolupracovat s krajně pravicovými uskupeními jako byla NSDAP.

## Zahraniční politika

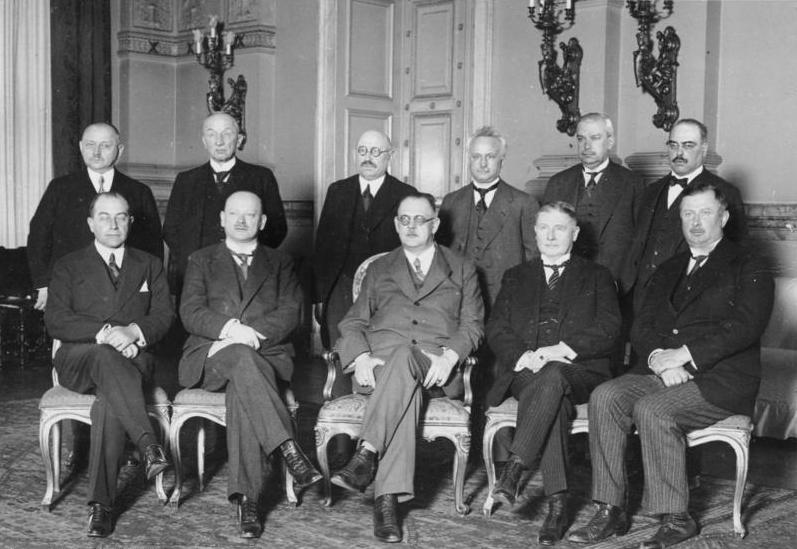
Druhý Müllerův kabinet (1929).

Hlavním tématem zahraniční politiky bylo kvůli zhoršující se hospodářské situaci placení reparací. Od ledna 1924 platil Dawesův plán, který upravoval režim plateb reparací, a německá diplomacie vynakládala veškeré své úsilí na jeho revizi. V červnu 1929 vznikl v Paříži výbor nezávislých finančních expertů z několika zemí, který se celou záležitostí zabývat. Výsledkem byl tzv. Youngův plán pojmenovaný podle Američana Owena Younga, který výboru předsedal. Plán stanovil, že Německo má platit reparace do nově založené Banky pro mezinárodní vypořádání, která vznikla v Basileji. Nezávislá instituce měla Německu poskytovat krátkodobé financování v případě potřeby a posuzovat možného odložení splátek. Platby měly svou nechráněnou a chráněnou část. Nechráněná měla být v dluhopisech, čímž věřitelé dostali peníze okamžitě a Německo muselo nést úroky. Velký zájem o ní měla zejména Francie. Chráněnou část splátky bylo možné odložit až o dva roky. V takovém případě se měl sejít zvláštní poradní výbor, který prozkoumal platební možnosti Německa. Plán počítal i s převedením Německé centrální banky z mezinárodní kontroly zpátky do německých rukou. Reparace měly být zcela splaceny v roce 1988. Oplátkou za schválení plánu mělo být urychleno ukončení okupace Porýní, a to o pět let dříve než počítala Versailleská smlouva. V listopadu 1929 se měla francouzská armáda stáhnout z oblasti Koblence a v červnu 1930 měla být okupace ukončena stažením vojsk z okolí Mohuče. 

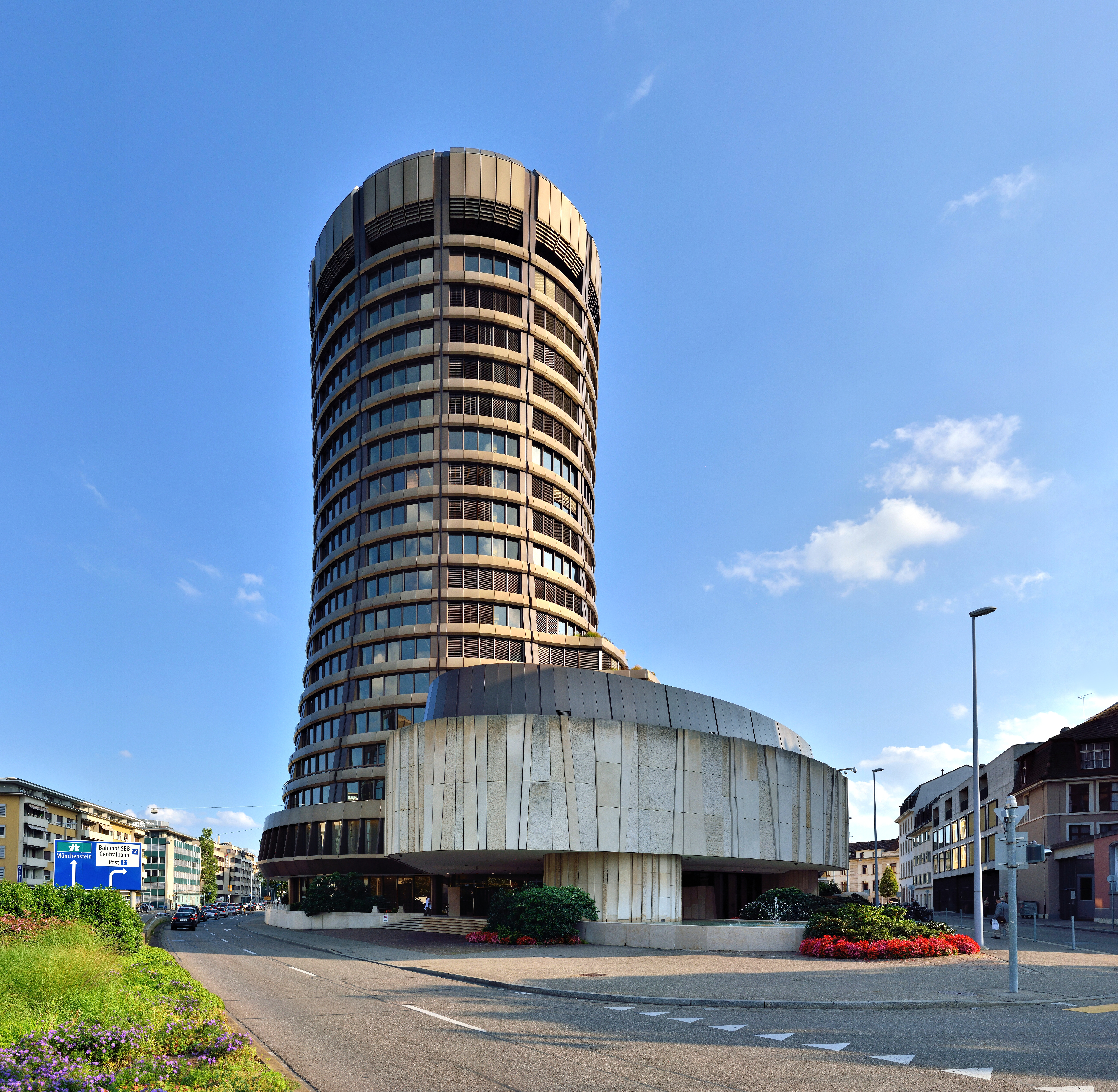
Dnešní sídlo Banky pro mezinárodní vypořádání v Basileji

Youngův plán byl mezinárodně posvěcen na dvou po sobě jdoucích konferencích v Haagu v srpnu 1929 a lednu 1930. V samotném Německu ale narazil. Krajní pravice (DNVP, Der Stahlhelm a NSDAP) spojila síly a pokusila se anulovat Youngův plán pomocí referenda. Rozeběhla se velká propagandistická kampaň z obou stan. Na straně radikálů se angažoval předseda DNVP Hugenberg se svými novinami a na druhé straně nezahálel ani ministr vnitra Severing. Referendum proběhlo 22. prosince 1929 s přesvědčivým výsledkem 94,5% pro anulaci, ale s mizivou účastí (necelých 15 %). Vláda slavila úspěch a říšský směn schválil Youngův plán díky hlasům celé vládní koalice a 20 hlasú z umírněného křídla nacionalistů v březnu 1930. 
Významnou událostí v německé zahraniční politice byl podpis tzv. Polsko-německé likvidační smlouvy z 31. října 1929. Polsko-německé vztahy byly v meziválečném období plné konfliktů a napětí. Polsko po válce zabralo Západní Prusko, Poznaňsko a velkou část Dolního Slezska. Tím se ocitla na polském území nemalá německá menšina, která ztratila většinu svých předválečných práv a výhod. Dalším problémem byla ztráta dolů a průmyslových komplexů v Dolním Slezsku a oddělení Východního Pruska od samotného Německa tzv. Polským koridorem. Od roku 1925 byly oba státy v obchodní válce. Polsko se na jedné straně dožadovalo německých záruk neměnnosti společné hranice a Němci se zase netajili přáním společnou hranici pomocí arbitráží změnit ve svůj prospěch. Smlouva alespoň částečně normalizovala vztahy ve finanční sféře. Obě strany se vzdaly všech finančních nároků, které vzešly z první světové války nebo Versailleské smlouvy, a to jak státních, tak i těch vůči soukromým osobám. 
Dne 3. října 1929 zemřel ministr zahraničí Stressemann. Nedožil se konce okupace Porýní, za které celou dobu v diplomatické službě bojoval. Poslední spojenecký voják opustil Německo až 30. června 1930. Z vládního hlediska odešel důležitý tmelící prvek mezi lidovci a sociálními demokraty a jedna z nejvýraznějších osob Výmarské republiky. Ministerstvo následně přebral Stressemannův stranický kolega Julius Curtius.    

## Hospodářská krize a pád vlády
Blížící se Velká hospodářská krize, která naplno vypukla v říjnu 1929 krachem Newyorské burzy, se výrazně podepisovala na výdajích státního rozpočtu již od začátku vládního mandátu. Kabinet se ale nebyl schopný shodnout, jak finanční otázky řešit. Lidovci a za nimi stojící podnikatelské asociace požadovaly především škrty v sociálních výdajích, a to především snížení dávek v nezaměstnanosti. Ke zvýšení daní mělo dojít pouze u spotřební daně, jako je daň z tabáku, piva a dalších lihovin. Návrh se nesetkal s pochopením u SPD, která v něm viděla neúměrné zatížení mas. Zástupci Bavorska se zase postavili proti zdanění piva. Bezvýslednost celé situace nakonec vedla ministra financí Hilferdinga k rezignaci v prosinci 1929.      
Osudným se nakonec vládě stala problematika pojištění v nezaměstnanosti. Sociální zabezpečení, zavedené v roce 1927, bylo dimenzované pro 800 tisíc nezaměstnaných a s nouzovým fondem pro maximálně 1,4 miliónu. Jenže již v únoru 1929 bylo nezaměstnaných na 2,8 miliónu a stát byl nucen deficit platit ze státního rozpočtu. Nabízela se v zásadě dvě řešení. Prvním bylo zvýšení odvodů, které zatím činily 3 % z platu, navržené odbory společně se sociálními demokraty. Druhým řešením bylo omezení výdajů na pojištění a tím jeho snížení, které prosazovala DVP s podnikatelskými kruhy. Ani jedna strana nebyla ochotna ke kompromisu. Sociální demokraté se báli, že přijdou o výhody vydobytého sociálního státu, zatímco lidovci se obávali snížení konkurenceschopnosti průmyslu. Sazba byla zvýšena na 3,5 %, ale příjem z ní stále nebyl schopný pokrýt výdaje. V březnu 1930 překročil počet nezaměstnaných 3 milióny. Kompromisní návrh Heinricha Büninga z Centra smetli sociálnědemokratičtí poslanci ze stolu, a tak 27. března 1930 podala vláda demisi.
O tři dny později jmenoval prezident Hindenburg kancléřem Heinricha Brüninga z Centra. Brüning byl již před demisí vlády domluvený s prezidentem, že jeho kompromisní návrh protlačí pomocí nouzového dekretu. Sociální demokraty vystřídali ve vládě konzervativci a prezidentovi důvěrníci. Vznikl první prezidentský kabinet, který byl schopný vládnout bez souhlasu sněmu (tzn. bez schválení od sociálních demokratů), a to k nemalé radosti velkostatkářů, průmyslníků a armády. Absence kompromisu mezi hlavními politickými silami vedla k odklonu od demokracie k autoritativní formě vlády, což byl jen další krok, který pomohl NSDAP k nástupu k moci.  

## Seznam členů vlády

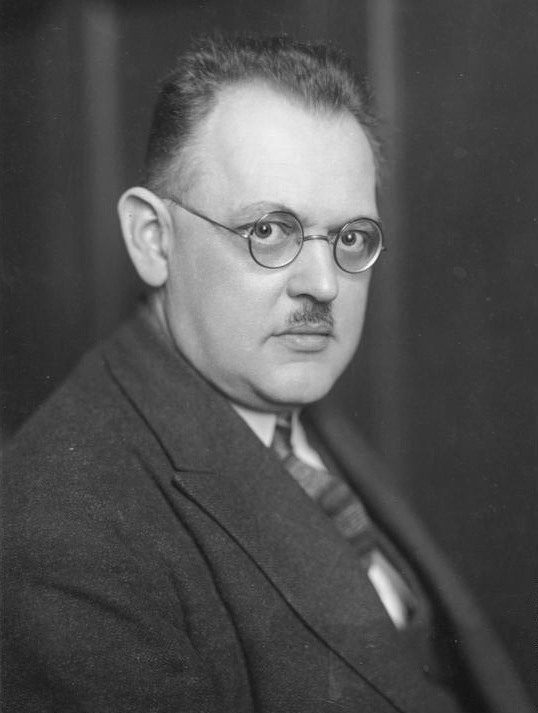
Kancléř Müller

Post vicekancléře nebyl obsazen.
| Portfej           | Ministr                             | Strana | Strana      | Nástup do úřadu    | Odchod z úřadu     |
| ----------------- | ----------------------------------- | ------ | ----------- | ------------------ | ------------------ |
| říšský kancléř    | Hermann Müller                      |        | SPD         | 28. června 1928    | 27. března 1930    |
| zahraničí         | Gustav Stresemann                   |        | DVP         | 28. června 1928    | 3. října 1929      |
| zahraničí         | Julius Curtius pověřen řízením      |        | DVP         | 4. října 1929      | 11. října 1929     |
| zahraničí         | Julius Curtius                      |        | DVP         | 11. října 1929     | 27. března 1930    |
| vnitro            | Carl Severing                       |        | SPD         | 28. června 1928    | 27. března 1930    |
| justice           | Erich Koch-Weser                    |        | DDP         | 28. června 1928    | 13. dubna 1929     |
| justice           | Theodor von Guérard                 |        | Centrum     | 13. dubna 1929     | 27. března 1930    |
| finance           | Rudolf Hilferding                   |        | SPD         | 28. června 1928    | 21. prosince 1929  |
| finance           | Paul Moldenhauer                    |        | DVP         | 23. prosince 1929  | 27. března 1930    |
| hospodářství      | Julius Curtius                      |        | DVP         | 28. června 1928    | 11. listopadu 1929 |
| hospodářství      | Paul Moldenhauer                    |        | DVP         | 11. listopadu 1929 | 23. prosince 1929  |
| hospodářství      | Robert Schmidt                      |        | SPD         | 23. prosince 1929  | 27. března 1930    |
| výživa            | Hermann Dietrich                    |        | DDP         | 28. června 1928    | 27. března 1930    |
| práce             | Rudolf Wissell                      |        | SPD         | 28. června 1928    | 27. března 1930    |
| ozbrojené síly    | Wilhelm Groener                     |        | bezpartijní | 28. června 1928    | 27. března 1930    |
| doprava           | Theodor von Guérard                 |        | Centrum     | 28. června 1928    | 6. února 1929      |
| doprava           | Georg Schätzel pověřen řízením      |        | BVP         | 7. února 1929      | 13. dubna 1929     |
| doprava           | Adam Stegerwald                     |        | Centrum     | 13. dubna 1929     | 27. března 1930    |
| pošty             | Georg Schätzel                      |        | BVP         | 28. června 1928    | 27. března 1930    |
| okupované oblasti | Theodor von Guérard pověřen řízením |        | Centrum     | 28. června 1928    | 6. února 1929      |
| okupované oblasti | Carl Severing pověřen řízením       |        | SPD         | 7. února 1929      | 13. dubna 1929     |
| okupované oblasti | Joseph Wirth                        |        | Centrum     | 13. dubna 1929     | 27. března 1930    |